# Peder
Peder es un municipio del distrito de Košice-okolie en la región de Košice, Eslovaquia, con una población estimada a final del año 2024 de 378 habitantes.
Se encuentra ubicado en el centro de la región, en la cuenca hidrográfica del río Sajó (afluente derecho del Tisza) y cerca de la frontera con la región de Prešov y con Hungría.

## Demografía
| Año        | 1994 | 2004     | 2014    | 2024    |
| ---------- | ---- | -------- | ------- | ------- |
| Población  | 349  | 406      | 414     | 378     |
| Diferencia |      | +16,33 % | +1,97 % | −8,69 % |

| Año        | 2023 | 2024    |
| ---------- | ---- | ------- |
| Población  | 382  | 378     |
| Diferencia |      | −1,04 % |